# فهرست قنات‌های شهرستان آذرشهر
جدول زیر بر اساس آمار وزارت جهاد کشاورزیتهیه شده‌است. فهرست زیر قنات‌های شهرستان آذرشهر در استان آذربایجان شرقی را نشان می‌دهد.
| نام قنات            | موقعیت                   | نزدیک‌ترین روستا  | طول قنات (متر) | تعداد میله چاه | عمق مادر چاه | دبی (لیتر بر ثانیه) | سطح زیر کشت (هکتار) |
| ------------------- | ------------------------ | ---------------- | -------------- | -------------- | ------------ | ------------------- | ------------------- |
| آق گل بزرگ          | بخش مرکزی شهرستان آذرشهر | ممقان            | ۲۰۰۰           | ۴۰             | ۱۲۰          | ۲۷                  | ۲۷                  |
| ابراهیم بیگ         | بخش گوگان شهرستان آذرشهر | فیروزسالار       | ۴۵۰            | ۲۵             | ۳۰           | ۳                   | ۲۰                  |
| اراگل               | بخش مرکزی شهرستان آذرشهر | ممقان            | ۸۰۰            | ۲۴             | ۳۲           | ۴                   | ۴                   |
| ارزن                | بخش مرکزی شهرستان آذرشهر | ممقان            | ۱۰۰۰           | ۲۲             | ۲۰           | ۸                   | ۸                   |
| اری گل (شه دره سی)  | بخش مرکزی شهرستان آذرشهر | آذرشهر           | ۲۰۰۰           | ۵۰             | ۳۵           | ۱۲                  | ۶۰                  |
| الهوردی خان         | بخش مرکزی شهرستان آذرشهر | ممقان            | ۹۰۰            | ۳۴             | ۲۵           | ۱۰                  | ۱۵                  |
| امیدجه              | بخش مرکزی شهرستان آذرشهر | ممقان            | ۱۵۰۰           | ۶۰             | ۵۵           | ۴                   | ۴                   |
| اولی کوشن           | بخش مرکزی شهرستان آذرشهر | ممقان            | ۱۵۰۰           | ۳۵             | ۶۵           | ۱۸                  | ۱۸                  |
| اکبرآباد            | بخش گوگان شهرستان آذرشهر | گوگان            | ۱۵۰۰           | ۵۸             | ۲۵           | ۱۰                  | ۳۰                  |
| ای باسان            | بخش مرکزی شهرستان آذرشهر | آذرشهر           | ۳۰۰۰           | ۹۵             | ۴۰           | ۱۰                  | ۳۰۰                 |
| ایرنجی              | بخش مرکزی شهرستان آذرشهر | ممقان            | ۱۲۰۰           | ۲۵             | ۴۰           | ۱۶                  | ۱۶                  |
| ایلانلو             | بخش مرکزی شهرستان آذرشهر | آذرشهر           | ۰              | ۰              | ۰            | ۰                   | ۰                   |
| باش گل              | بخش مرکزی شهرستان آذرشهر | ممقان            | ۱۵۰۰           | ۳۵             | ۳۰           | ۴                   | ۴                   |
| باش گل              | بخش مرکزی شهرستان آذرشهر | ممقان            | ۱۱۰۰           | ۳۰             | ۴۰           | ۶                   | ۶                   |
| باغ گلی             | بخش مرکزی شهرستان آذرشهر | ممقان            | ۷۰۰            | ۱۵             | ۴۰           | ۲                   | ۲                   |
| بال جو              | بخش مرکزی شهرستان آذرشهر | آذرشهر           | ۰              | ۰              | ۰            | ۰                   | ۰                   |
| بالیغ لی            | بخش مرکزی شهرستان آذرشهر | ممقان            | ۲۰۰۰           | ۱۵             | ۳۰           | ۶                   | ۶                   |
| بخلی گلی            | بخش مرکزی شهرستان آذرشهر | ممقان            | ۸۰۰            | ۱۲             | ۲۰           | ۶                   | ۶                   |
| بویوک سو            | بخش گوگان شهرستان آذرشهر | گوگان            | ۱۰۰۰           | ۵۳             | ۲۰           | ۱۴                  | ۵۰                  |
| بیوگ گل             | بخش مرکزی شهرستان آذرشهر | خانقاه           | ۳۰۰۰           | ۱۰۰            | ۳۵           | ۲                   | ۶۵                  |
| تاروردی             | بخش مرکزی شهرستان آذرشهر | ممقان            | ۷۰۰            | ۱۴             | ۲۵           | ۲                   | ۲                   |
| تازه چشمه           | بخش مرکزی شهرستان آذرشهر | آذرشهر           | ۰              | ۰              | ۰            | ۰                   | ۰                   |
| تازه گل             | بخش مرکزی شهرستان آذرشهر | ممقان            | ۲۰۰۰           | ۳۰             | ۳۵           | ۱۲                  | ۱۲                  |
| تازه گل             | بخش مرکزی شهرستان آذرشهر | ممقان            | ۶۰۰            | ۱۰             | ۲۵           | ۳                   | ۳                   |
| تازه گل             | بخش گوگان شهرستان آذرشهر | سرای             | ۳۰۰            | ۳۱             | ۶۵           | ۲٫۵                 | ۲۰                  |
| جن چشمه             | بخش مرکزی شهرستان آذرشهر | ممقان            | ۹۰۰            | ۲۰             | ۲۵           | ۶                   | ۶                   |
| جناب بزرگ           | بخش مرکزی شهرستان آذرشهر | آذرشهر           | ۰              | ۰              | ۰            | ۰                   | ۰                   |
| جناب کوچک           | بخش مرکزی شهرستان آذرشهر | آذرشهر           | ۰              | ۰              | ۰            | ۰                   | ۰                   |
| جوز                 | بخش مرکزی شهرستان آذرشهر | ممقان            | ۸۰۰            | ۳۵             | ۲۸           | ۴                   | ۴                   |
| حاج عدل رزاق        | بخش مرکزی شهرستان آذرشهر | آذرشهر           | ۰              | ۰              | ۰            | ۰                   | ۰                   |
| حاج کریم            | بخش مرکزی شهرستان آذرشهر | آذرشهر           | ۳۰۰۰           | ۶۰             | ۳۰           | ۱۵                  | ۵۵                  |
| حاجی نوروزعلی       | بخش مرکزی شهرستان آذرشهر | آذرشهر           | ۰              | ۰              | ۰            | ۰                   | ۰                   |
| حسنعلی              | بخش مرکزی شهرستان آذرشهر | ممقان            | ۸۰۰            | ۲۰             | ۲۰           | ۸                   | ۸                   |
| حسنه خونی           | بخش مرکزی شهرستان آذرشهر | ممقان            | ۸۰۰            | ۱۸             | ۳۵           | ۸                   | ۸                   |
| حسین‌آباد            | بخش مرکزی شهرستان آذرشهر | آذرشهر           | ۶۰۰            | ۱۲             | ۱۵           | ۵                   | ۱۵                  |
| خانی گلی            | بخش مرکزی شهرستان آذرشهر | ممقان            | ۱۰۰۰           | ۲۰             | ۳۳           | ۱۲                  | ۱۲                  |
| خدائی               | بخش مرکزی شهرستان آذرشهر | ممقان            | ۶۰۰            | ۱۲             | ۲۰           | ۴                   | ۴                   |
| خواجه حیران         | بخش مرکزی شهرستان آذرشهر | آذرشهر           | ۰              | ۰              | ۰            | ۰                   | ۰                   |
| داش کهریز           | بخش مرکزی شهرستان آذرشهر | ممقان            | ۹۰۰            | ۱۸             | ۲۵           | ۲                   | ۲                   |
| درق‌آباد             | بخش مرکزی شهرستان آذرشهر | ممقان            | ۱۰۰۰           | ۱۸             | ۴۰           | ۱۲                  | ۱۲                  |
| دشت                 | بخش مرکزی شهرستان آذرشهر | ممقان            | ۷۰۰            | ۱۵             | ۳۰           | ۸                   | ۸                   |
| دهنه                | بخش گوگان شهرستان آذرشهر | گمیه چی          | ۵۰۰            | ۸۰             | ۷۵           | ۲                   | ۰                   |
| دوندی               | بخش مرکزی شهرستان آذرشهر | ممقان            | ۱۷۰۰           | ۲۶             | ۸۰           | ۱۲                  | ۱۲                  |
| ذیانق               | بخش مرکزی شهرستان آذرشهر | ممقان            | ۱۲۰۰           | ۳۰             | ۵۵           | ۱۲                  | ۱۲                  |
| رحیم‌آباد            | بخش مرکزی شهرستان آذرشهر | ممقان            | ۷۵۰            | ۱۰             | ۲۰           | ۴                   | ۴                   |
| روستا کندگلی        | بخش مرکزی شهرستان آذرشهر | شیرامین          | ۱۲۰۰           | ۴۰             | ۲۵           | ۱۵                  | ۳۰                  |
| زینه باش گل         | بخش مرکزی شهرستان آذرشهر | ممقان            | ۲۰۰۰           | ۴۰             | ۳۵           | ۸                   | ۸                   |
| زینه باغ            | بخش مرکزی شهرستان آذرشهر | ممقان            | ۹۰۰            | ۲۵             | ۲۰           | ۸                   | ۸                   |
| زینه بالیغ لی       | بخش مرکزی شهرستان آذرشهر | ممقان            | ۲۰۰۰           | ۱۴             | ۳۰           | ۴                   | ۴                   |
| زینه جنگ باغی       | بخش مرکزی شهرستان آذرشهر | ممقان            | ۶۰۰            | ۸              | ۲۰           | ۲                   | ۲                   |
| زینه حبیب وکیل      | بخش مرکزی شهرستان آذرشهر | ممقان            | ۶۰۰            | ۹              | ۱۸           | ۲                   | ۲                   |
| زینه حسن‌آباد        | بخش مرکزی شهرستان آذرشهر | ممقان            | ۱۲۰۰           | ۲۸             | ۶۰           | ۱۰                  | ۱۵                  |
| زینه علی جان        | بخش مرکزی شهرستان آذرشهر | ممقان            | ۸۰۰            | ۱۲             | ۱۸           | ۴                   | ۴                   |
| زینه محمد           | بخش مرکزی شهرستان آذرشهر | ممقان            | ۱۰۰۰           | ۲۰             | ۲۰           | ۲                   | ۲                   |
| زینه محمدی          | بخش مرکزی شهرستان آذرشهر | ممقان            | ۵۰۰            | ۸              | ۱۲           | ۴                   | ۴                   |
| زینه میرزا          | بخش مرکزی شهرستان آذرشهر | ممقان            | ۸۵۰            | ۱۳             | ۳۰           | ۸                   | ۸                   |
| سرتیپ               | بخش مرکزی شهرستان آذرشهر | ینگجه            | ۰              | ۰              | ۰            | ۲۷                  | ۰                   |
| سیدگلی              | بخش مرکزی شهرستان آذرشهر | ینگجه            | ۱۴۰۰           | ۴۰             | ۲۹           | ۱۰                  | ۵۰                  |
| سیه چشمه سی         | بخش مرکزی شهرستان آذرشهر | آذرشهر           | ۲۰۰۰           | ۵۵             | ۳۰           | ۱۵                  | ۶۵                  |
| شاه بگندی           | بخش مرکزی شهرستان آذرشهر | آذرشهر           | ۸۰۰            | ۳۰             | ۲۰           | ۸                   | ۲۰                  |
| شاه سیخ             | بخش مرکزی شهرستان آذرشهر | ممقان            | ۸۰۰            | ۲۵             | ۳۰           | ۵                   | ۵                   |
| شوره چشمه           | بخش مرکزی شهرستان آذرشهر | آذرشهر           | ۰              | ۰              | ۰            | ۰                   | ۰                   |
| شورچشمه             | بخش گوگان شهرستان آذرشهر | دستجرد           | ۳۵۰            | ۱۴             | ۲۰           | ۴                   | ۱۵                  |
| شورگل               | بخش مرکزی شهرستان آذرشهر | آذرشهر           | ۰              | ۰              | ۰            | ۰                   | ۰                   |
| صادق‌آباد            | بخش گوگان شهرستان آذرشهر | سرای             | ۳۵۰            | ۱۵             | ۵۰           | ۴                   | ۰                   |
| صالح                | بخش مرکزی شهرستان آذرشهر | آذرشهر           | ۰              | ۰              | ۰            | ۰                   | ۰                   |
| علی قلی             | بخش مرکزی شهرستان آذرشهر | آذرشهر           | ۰              | ۰              | ۰            | ۰                   | ۰                   |
| علی‌آباد             | بخش گوگان شهرستان آذرشهر | سرای             | ۲۷۰            | ۲۱             | ۶۰           | ۲                   | ۱۵                  |
| عیسی خان            | بخش مرکزی شهرستان آذرشهر | ممقان            | ۷۰             | ۱۲             | ۲۰           | ۸                   | ۸                   |
| غله زار             | بخش مرکزی شهرستان آذرشهر | غله زار          | ۱۰۰۰           | ۳۵             | ۲۰           | ۵                   | ۴۰                  |
| قانلو               | بخش مرکزی شهرستان آذرشهر | ینگجه            | ۰              | ۰              | ۰            | ۰                   | ۰                   |
| قره باغی            | بخش مرکزی شهرستان آذرشهر | ممقان            | ۱۲۰۰           | ۱۴             | ۲۴           | ۴                   | ۴                   |
| قره داش             | بخش مرکزی شهرستان آذرشهر | آذرشهر           | ۰              | ۰              | ۰            | ۰                   | ۰                   |
| قره داش پایین       | بخش مرکزی شهرستان آذرشهر | آذرشهر           | ۱۰۰۰           | ۳۰             | ۲۵           | ۱۰                  | ۲۵                  |
| قلش مخره            | بخش گوگان شهرستان آذرشهر | دستجرد           | ۵۰۰            | ۲۵             | ۱۷           | ۶                   | ۱۰                  |
| قنبرآباد            | بخش مرکزی شهرستان آذرشهر | ممقان            | ۶۰۰            | ۱۰             | ۴۰           | ۱۲                  | ۱۲                  |
| قوره بوره           | بخش مرکزی شهرستان آذرشهر | ممقان            | ۸۰۰            | ۱۲             | ۲۵           | ۲                   | ۲                   |
| مجیدخان             | بخش مرکزی شهرستان آذرشهر | آذرشهر           | ۰              | ۰              | ۰            | ۰                   | ۰                   |
| محمدبیگ             | بخش مرکزی شهرستان آذرشهر | ممقان            | ۱۵۰۰           | ۲۵             | ۷۰           | ۱۸                  | ۱۸                  |
| مردی بیگ            | بخش مرکزی شهرستان آذرشهر | ممقان            | ۱۰۰۰           | ۲۰             | ۳۰           | ۸                   | ۸                   |
| ملاادریس            | بخش مرکزی شهرستان آذرشهر | اخی جهان         | ۳۲۰۰           | ۱۲۰            | ۴۵           | ۸                   | ۵۲                  |
| میانجی              | بخش مرکزی شهرستان آذرشهر | ممقان            | ۲۵۰۰           | ۴۵             | ۱۱۰          | ۳۰                  | ۳۰                  |
| میرزاپاشا           | بخش مرکزی شهرستان آذرشهر | آذرشهر           | ۰              | ۰              | ۰            | ۰                   | ۰                   |
| نوراستو             | بخش مرکزی شهرستان آذرشهر | ممقان            | ۱۲۰۰           | ۳۰             | ۳۵           | ۸                   | ۸                   |
| پته ره              | بخش مرکزی شهرستان آذرشهر | ممقان            | ۶۰۰            | ۸              | ۲۰           | ۴                   | ۴                   |
| پره خون             | بخش مرکزی شهرستان آذرشهر | ممقان            | ۱۵۰۰           | ۲۵             | ۱۲۰          | ۱۰                  | ۱۰                  |
| پری گلی             | بخش مرکزی شهرستان آذرشهر | ممقان            | ۱۰۰۰           | ۲۳             | ۳۵           | ۱۰                  | ۱۰                  |
| چای دره             | بخش گوگان شهرستان آذرشهر | تیمورلوبوراچارلو | ۰              | ۳۰             | ۴۰           | ۵                   | ۰                   |
| کلینی               | بخش مرکزی شهرستان آذرشهر | ممقان            | ۱۰۰۰           | ۱۵             | ۲۵           | ۸                   | ۸                   |
| کندچشمه سی (خوخوره) | بخش گوگان شهرستان آذرشهر | دستجرد           | ۴۰۰            | ۳۵             | ۲۵           | ۲                   | ۱۰                  |
| کهریز               | بخش گوگان شهرستان آذرشهر | آق گبند          | ۸۵۰            | ۷۰             | ۶۵           | ۴٫۵                 | ۰                   |
| کهنه گل             | بخش گوگان شهرستان آذرشهر | سرای             | ۳۵۰            | ۶۴             | ۶۵           | ۲٫۵                 | ۲۵                  |
| کورزینه             | بخش مرکزی شهرستان آذرشهر | ممقان            | ۴۰۰            | ۱۰             | ۲۰           | ۴                   | ۴                   |
| کوره موره           | بخش مرکزی شهرستان آذرشهر | ممقان            | ۱۰۰۰           | ۲۱             | ۳۰           | ۶                   | ۶                   |
| یخی چشمه سی         | بخش مرکزی شهرستان آذرشهر | آذرشهر           | ۱۲۰۰           | ۳۰             | ۲۰           | ۸                   | ۲۵                  |
| یراستور             | بخش مرکزی شهرستان آذرشهر | ممقان            | ۳۰۰۰           | ۲۰             | ۳۵           | ۸                   | ۸                   |
| یزآباد              | بخش مرکزی شهرستان آذرشهر | ممقان            | ۱۰۰۰           | ۲۲             | ۵۵           | ۳                   | ۳                   |
| یولداش خان          | بخش مرکزی شهرستان آذرشهر | ممقان            | ۱۰۰۰           | ۲۰             | ۲۵           | ۸                   | ۸                   |
| ییرلر               | بخش گوگان شهرستان آذرشهر | گوگان            | ۲۰۰            | ۵۵             | ۲۰           | ۱۲                  | ۴۰                  |